# Kosugi Toshiyuki
Toshiyuki Kosugi (sinh ngày 20 tháng 6 năm 1968) là một cầu thủ bóng đá người Nhật Bản.

## Sự nghiệp câu lạc bộ
Toshiyuki Kosugi đã từng chơi cho Nagoya Grampus Eight và Brummell Sendai.